# Sceleuthrix tetraspilaria
Sceleuthrix tetraspilaria là một loài bướm đêm trong họ Geometridae.